# Friedrich Wilhelm von Syburg
Friedrich Wilhelm von Syburg (né le 1er juillet 1709 et mort le 30 août 1770 au manoir de Wackern (de) près de Königsberg) est un généralde division prussien et chef d'un régiment d'infanterie. Il est récipiendaire de l'Ordre Pour le Mérite et seigneur de Wackern.

## Origine
Il est le fils du colonel russe et commandant du régiment de Garde Otto Friedrich von Syburg (de) et de son épouse Katharina Louise von Tettau de la branche de Sandlacken, veuve von Buttlar. Son frère Otto Ludwig von Syburg (de) est également un général de division prussien.

## Biographie
Déjà à l'âge de 13 ans. Il y a des années, il rejoint les cadets prussiens. En 1730, il devient caporal privé dans le « régiment à pied Dönhoff ». Le 5 mai 1735, il devient lieutenant, en 1745 il devient capitaine et le 5 juillet 1749 major. En 1757, il devient lieutenant-colonel et en décembre 1758 colonel et en 1765 il est nommé major général.
Il s'illustre au début de la guerre de Sept Ans à Salest lorsque, en tant que major de son régiment, désormais appelé « régiment à pied Itzenplitz », il parvient à tenir la position face à l'attaque des pandoures. Lors de la bataille de Lobositz le 1er octobre 1756, il reçoit l'Ordre Pour le Mérite, mais il est blessé à Hochkirch et Torgau. En 1760, il devient chef de son régiment, désormais appelé « Syburg à pied ». Cela lui permet de se distinguer lors de la bataille de Langensalza (15 février 1761). Là, il bat les troupes franco-saxonnes de Stainville et du comte de Solms (de) avec les troupes hanovriennes du général Spöcken (de) à la tête d'un détachement de six bataillons et 25 escadrons dotés de 20 canons. Le 21 mai 1762, on lui confie un régiment qui porte désormais son nom. En 1762, il possède également sa propre brigade dans l'armée du prince Henri, dans laquelle il participa le 12 mai 1762 à la bataille de Döbeln (de) dans la 2e colonne d'attaque sous les ordres du lieutenant-général Hans Wilhelm von Canitz (de).
Pendant son séjour à Berlin au sein du 13e régiment, il est brièvement propriétaire foncier de Friedenfelde dans l'Uckermark, qu'il vend à Joachim Erdmann von Arnim en 1863. Il meurt d'un accident vasculaire cérébral dans son domaine de Wackern en 1770.

## Famille
Il se marie avec Martha Sophie von Holzendorf (morte le 2 décembre 1783 à Königsberg) d'Uckermark. Elle reçoit la grâce du roi après la mort de son mari. Le couple a les enfants suivants :
- Johanne Wilhelmine Albertine (1740-1790), mariée en :
  - 1765 avec le général de division Georg Friedrich von Wegnern (de) (1729-1792)
  - 1783 avec le major-général Carl Friedrich von Hamberger (de) (1745-1811)
- Louise Abigial (1744-1803), mariée en :
  - 1763 avec le capitaine Carl Wilhelm von Reibnitz (mort à Stettin)
  - 1771 avec Karl Alexander von Trabenfeld (morte en 1785/1786)
- Wilhelm (jeune)
- Émilie (jeune)